# Дмитрієвка (Усть-Тарцький район)
Дмитрієвка (рос. Дмитриевка) — село у Усть-Тарцькому районі Новосибірської області Російської Федерації.
Входить до складу муніципального утворення Победінська сільрада. Населення становить 58 осіб (2010).

## Історія
Згідно із законом від 2 червня 2004 року органом місцевого самоврядування є Победінська сільрада.

## Населення
| 2002 | 2007 | 2010 |
| ---- | ---- | ---- |
| 119  | ↘93  | ↘58  |